# Alice Macura

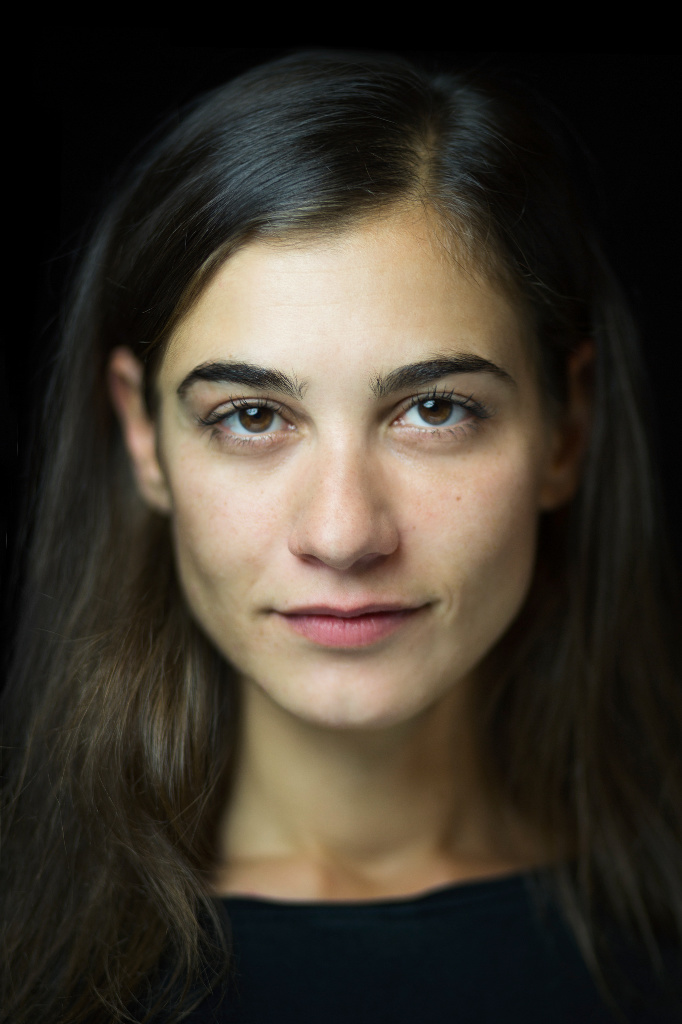
Alice Macura

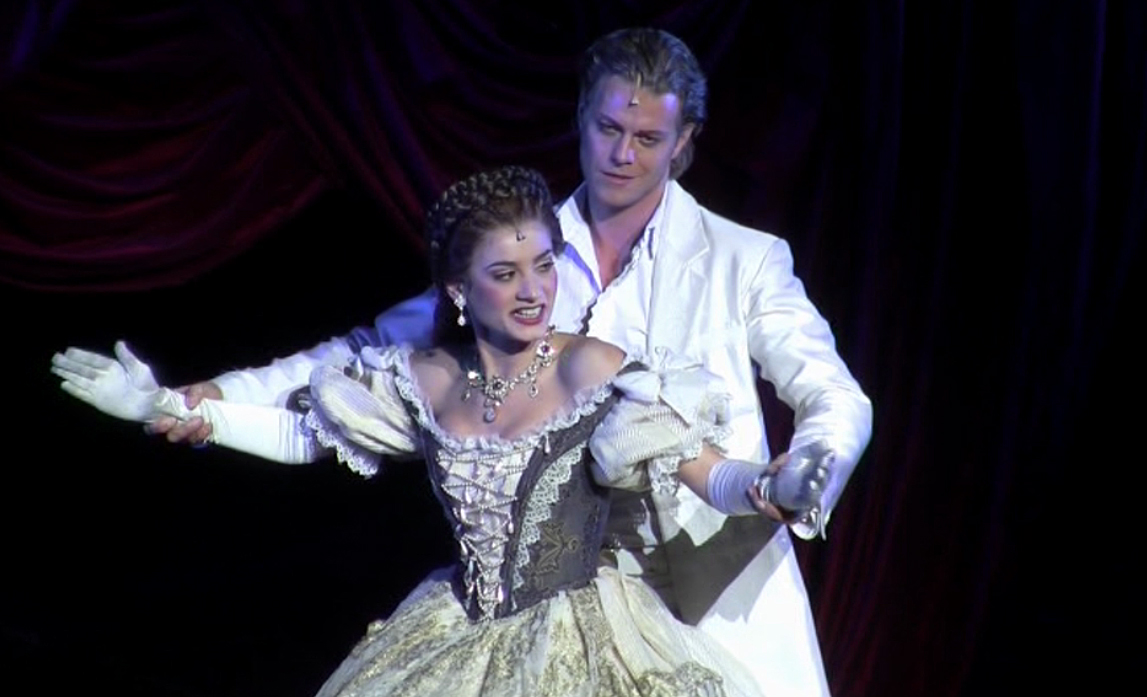
Alice Macura mit Mark Seibert in Elisabeth (2011)

Alice Macura (* 20. Dezember 1982 in Wien) ist eine österreichische Sängerin, Schauspielerin und Tänzerin.

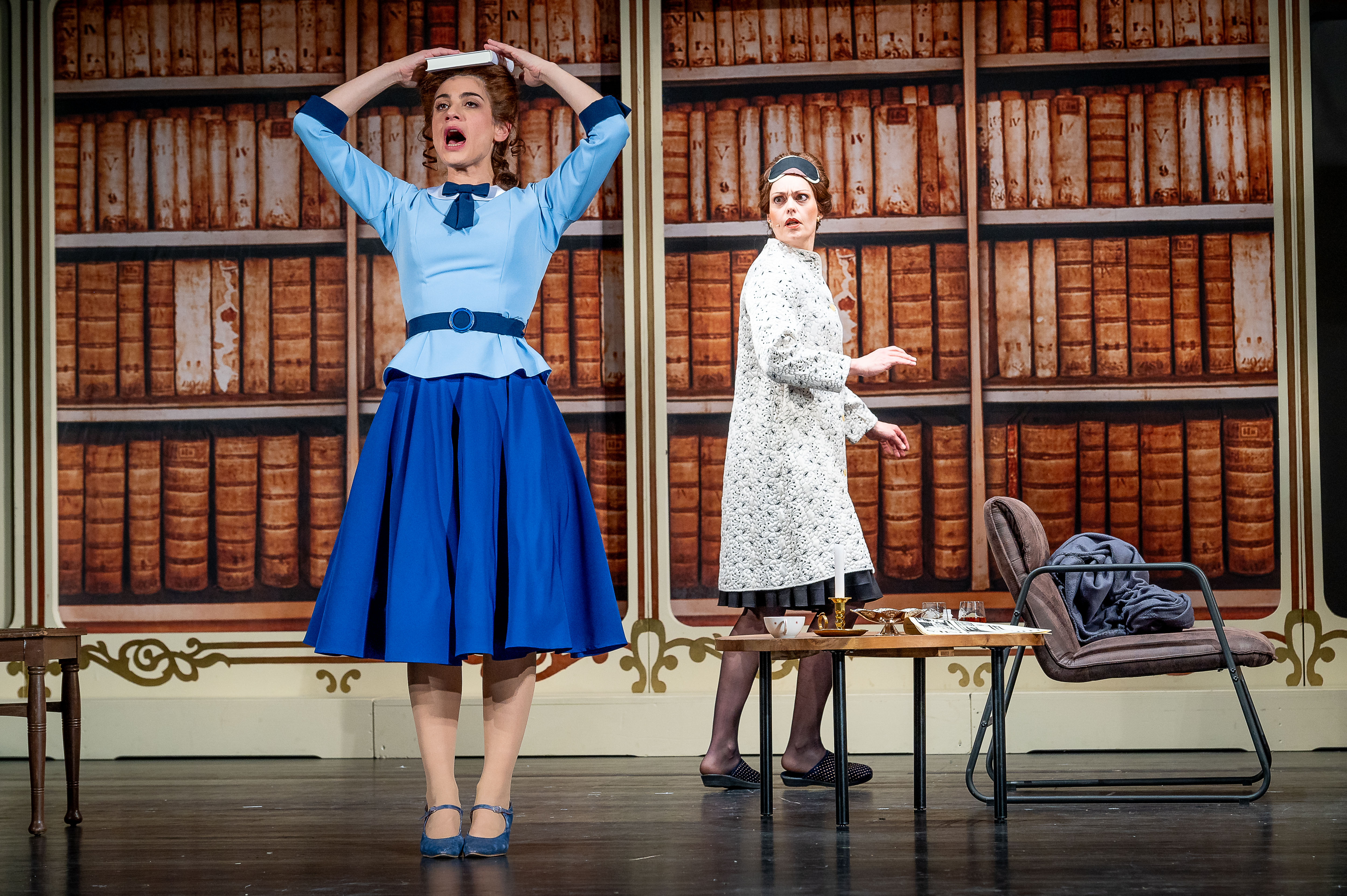
Alice Macura als Eliza Doolittle in My Fair Lady (2024)

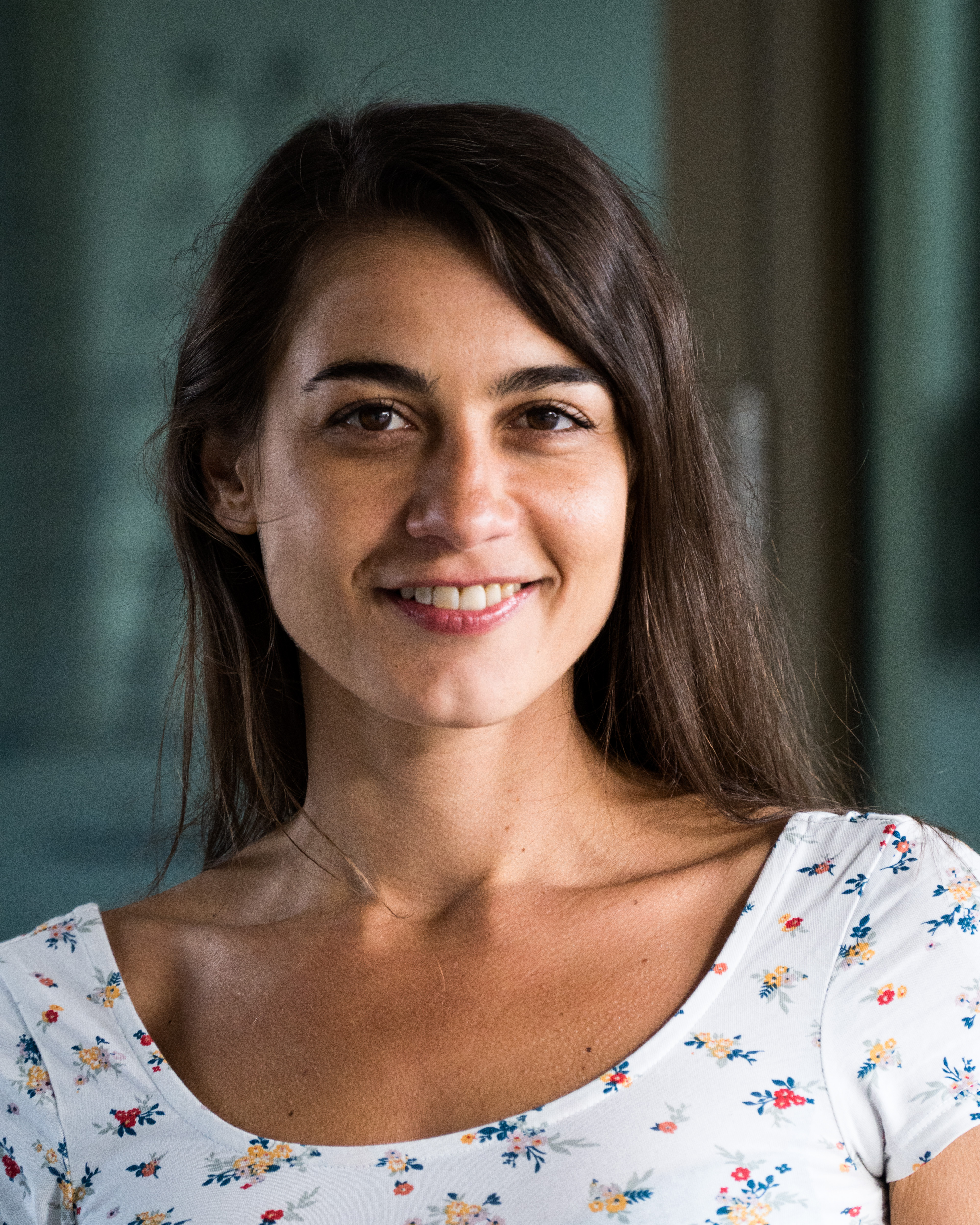
Alice Macura

## Wirken
Macura schloss im Juni 2007 ihre vierjährige Musicalausbildung am Vienna Konservatorium ab. Im Herbst 2007 schaffte sie es in die letzte Runde der TV-Castingshow „Musical! Die Show“, einem musikalischen Wettbewerb im österreichischen Fernsehen.
Von April 2008 bis Januar 2009 war Alice Macura im Musical Elisabeth unter der Regie von Harry Kupfer als Fräulein Windisch im Ensemble und Elisabeth Zweitbesetzung zu sehen. Anschließend wirkte sie auch auf der „Elisabeth-Tour“ in Deutschland, Österreich und der Schweiz mit.
Von 22. Juli bis 13. August 2011 spielt Alice Macura in einer Open-Air-Fassung des Musicals Aida die Rolle der Nehebka inszeniert von Werner Auer auf der Felsenbühne Staatz im Weinviertel in Niederösterreich.
Von Oktober 2011 bis April 2012 war Alice Macura erneut mit „Elisabeth“ als Fräulein Windisch im Ensemble und Elisabeth Zweitbesetzung in Deutschland und der Schweiz auf Tour.
Seit dem 5. September 2012 spielte Alice Macura zum 20-jährigen Bühnenjubiläum des Musicals „Elisabeth“ die Rolle der Mary Vetsera im Ensemble und Elisabeth Zweitbesetzung im Raimundtheater Wien. Regie führt abermals Harry Kupfer.
Vom November 2015 bis Januar 2016 nahm Macura die Rolle der Dschinni in Aladin und das Wunder mit der Lampe ein. Jährlich spielt das Varieté Wintergarten in Kooperation mit dem Kinder- und Jugendzirkus Cabuwazi Springling und den Berliner Märchentagen ein Programm der Veranstaltungsreihe Zimt und Zauber.
Von Mai bis Juli 2017 stand Alice Macura für das Theater-Studio Lev im US-Kultmusical Hedwig and the Angry Inch in der Rolle des Yitzhak gemeinsam mit Andreas Bieber (Hedwig) in Kassel auf der Bühne.
Von November 2018 bis Juni 2019 war Alice Macura Mitglied des Show-Ensembles an Bord des Kreuzfahrtschiffs MS Artania des Reiseveranstalters Phoenix Reisen aus Bonn.
Von 2020 bis 2022 war Alice Macura regelmäßig im Stück Fisch zu Viert am Berliner Kriminaltheater zu sehen.
Von November 2021 bis Ende Jänner 2022 spielte Macura im Berliner Varieté Wintergarten in einer neuen Interpretation des Klassikers „Sterntaler“ die Rolle der Dabola. Die neue Märchenversion, basierend auf den Motiven der Brüder Grimm, ist eine Kooperation mit dem Kinder- und Jugendzirkus Cabuwazi Springling und den Berliner Märchentagen.
Seit Herbst 2022 gehört Alice Macura zum Ensemble des Nordharzer Städtebundtheaters und ist dort als Schauspielerin unter anderem in dem Drogendrama 9 Tage wach zu sehen, das auf der Biografie des vormals Crystal-Meth-abhängigen Schauspielers Eric Stehfest basiert. Im russischen Märchen Die verzauberten Brüder schlüpft Alice Macura in die Rolle des Katers Kotofeij Murlewitsch, der dem kleinen Iwanuschka bei der Suche nach seiner Mutter zur Seite steht.
Das Theaterstück „Nora oder Ein Puppenheim“, das 1879 im norwegischen Original erschien, spielt in einer Zeit, in der Frauen keinerlei Eigenleben zugebilligt wurde. Alice Macura spielt Frau Linde, die Jugendfreundin der Hauptprotagonistin Nora Helmer.
In dem Musical „Elixier“ des Die-Prinzen-Sängers Tobias Künzel spielt Alice Macura die Rolle der Tänzerin Betti zu Zeiten der DDR. Betti trinkt gemeinsam mit ihrem Freund David ein Elixier, das ewiges Leben verspricht. 20 Jahre nach dem Selbstversuch treffen die beiden im inzwischen wiedervereinigten Deutschland erneut aufeinander.
Als eine Seniorenresidenz ihre finanzkräftige Spenderin an den Tod verliert, muss sich die Belegschaft etwas einfallen lassen. Laut Testament der Geldgeberin bekommt das Haus nämlich nur weiterhin finanzielle Mittel, wenn der wöchentliche Golden-Girls-Fernsehabend weiter stattfindet. In Ermangelung anderer Möglichkeiten schlüpfen die Mitarbeiterinnen schließlich selbst in die Rollen der schrägen Frauen-WG. Alice Macura begeistert dabei als Dorothy.
In der schwarzen Komödie "Ich bin wie Ihr, ich liebe Äpfel" treffen sich drei Gattinnen ehemaliger Diktatoren, um bei einer Pressekonferenz über die geplante Verfilmung ihres Lebens zu sprechen. Was als Plauderei unter Gleichen beginnt, endet in einem Kampf, bei dem sich die Frauen mit den grausamen Taten ihrer Ex-Männer rühmen und gegenseitig mit Monstrositäten übertrumpfen. Alice Macura brilliert als Frau Leila (in der sich Motive von Leila Trabelsi, Suzanne Mubarak und Asma al-Assad mischen).
In Woody Allens bekannter "Eine Mittsommernachts-Sexkomödie" glänzt Alice Macura als Krankenschwester Dulcy, die gemeinsam mit ihrem Partner und zwei weiteren Paaren ein illustres Wochenende in einem Landhaus verbringt. Jeder der Männer begehrt dabei eine andere Frau als die, mit der er zusammen ist.
In der bitterbösen Satire „Extrawurst“ wird das Vereinsleben der Deutschen auf die Schaufel genommen. Als bei der Mitgliedsversammlung des Tennisclubs gegrillt wird, schlägt Melanie Pfaff, einprägsam von Alice Macura gespielt, vor, einen eigenen Grill für das einzige türkische Mitglied des Clubs anzuschaffen, damit er seine Würste nicht auf den Rost mit den deutschen Schweinefleisch-Würsten legen muss. Eine bissig komische Auseinandersetzung zu aktuellen Themen wie Quote, Diversität, Gendersternchen, sexuelle Präferenzen und religiöse Ausrichtung.
Das Stück "Die Zertrennlichen" erzählt anhand der berührenden Freundschaft zweier neunjähriger Kinder die Geschichte der destruktiven Kraft des Vorurteils. Alice Macura spielt das 9-jährige algerische Einwanderermädchen Sabah, deren bester Freund der französische Junge Romain ist, bis der Rassismus der Eltern der Freundschaft der beiden ein brutales Ende setzt.
In „Ich bin dann Er“ - einem Stück über Fragen von Respekt und Anerkennung von Individualität - verkörpert sie Catharina Margaretha Linck, die mit 15 Jahren beschließt, als Mann zu leben und zu Anastasius Lagrantinus Rosenstengel wird. Anastasius führt ein bewegtes ausschweifendes Leben und heiratet eine Frau. Das wird ihm schließlich zum Verhängnis: Er wird wegen Unzucht hingerichtet.
Im Musical-Klassiker My Fair Lady überzeugt Alice Macura als trotzig-charmante Blumenverkäuferin Eliza Doolittle.

## Engagement
Seit 2017 engagiert sich Alice Macura an deutschen Schulen und thematisiert in Form von pädagogischem Präventionstheater aktuelle Themen (Soziale Netzwerke, Internetkriminalität, Sexting, Gruppenzwang, Gewalt, Drogen, Alkohol), die Jugendliche im Alltag vor Herausforderungen stellen. Im Anschluss an die Vorstellung finden Gesprächsrunden statt, bei denen die Darsteller zusammen mit den Jugendlichen über die Kernaussagen des Stücks diskutieren und diese gemeinsam erarbeiten.

## Filmografie
- 2004: Septem – Regie: M. Fandl
- 2005: Hundertwasser – Regie: R. Baumgartner
- 2005: Port Montague (Kurzfilm) – Regie: L. Fink
- 2007: Glam Rock Star (Kurzfilm) – Regie: M. Krizanits
- 2007: Judas (Kurzfilm) – Regie: M. Art

## Theater, Musical
- 2003: Ausdrucksformen (Julia) (Regie: A. Rhombach, B. Thill)
- 2003: A New Wild Christmas (Regie: R. Spechtl)
- 2004: Zoff – Jugendrockmusical (Tina) (Regie: R. Winglhofer)
- 2004: Lysistrate (Regie: H. Grausam-Schwarz)
- 2005: Lysistrate (Lysistrate) (Regie: H. Grausam-Schwarz)
- 2005: Pausenrehe & Platzhirsche (Kim) (Regie: C. Eckenstein)
- 2006: Pausenrehe & Platzhirsche (Kim) (Regie: C. Eckenstein)
- 2006: Zoff – Jugendrockmusical (Tina) (Regie: R. Winglhofer)
- 2006: Gretchen 89 ff (Die Dramaturgin) (Regie: M. Adam)
- 2007: Haus mit Botschaft (Lea) (Regie: B. Pahl)
- 2007: Musical! Die Show ORF
- 2008/2009: Elisabeth (Musical) (Zweitbesetzung Elisabeth, Fräulein Windisch im Ensemble) Theater des Westens, Berlin und Theater 11, Zürich
- 2009/2010: Elisabeth Tour (München, Frankfurt, Bremen, Bregenz, Düsseldorf) (Regie: Harry Kupfer)
- 2011: Aida (Nehebka) Open-Air-Fassung auf der Felsenbühne Staatz in Niederösterreich (inszeniert von Werner Auer)
- 2011/2012: Elisabeth Tour (Köln, Frankfurt, München, Basel, Essen, Bremen, Chemnitz, Erfurt, Leipzig, Dresden) (Regie: Harry Kupfer)
- 2012: Elisabeth (Zweitbesetzung Elisabeth, Mary Vetsera im Ensemble) Raimundtheater Wien (Regie: Harry Kupfer)
- 2015–2018: Schneewittchen (böse Königin), Stadttheater Varia Vineta, Berlin (Regie: Anne Gröschel)
- 2015/2016: Aladin und das Wunder mit der Lampe (Dschinni) Wintergarten (Varieté) (Regie: F. Gröger, N. Greitzke)
- 2016–2018: Frau Holle (Pechmarie), Kindertheater Varia Vineta, Berlin (Regie: Anne Gröschel)
- 2016–2018: Hans im Glück (Hans), Kindertheater Varia Vineta, Berlin (Regie: Anne Gröschel)
- 2016–2018: Hänsel und Gretel (Hexe), Kindertheater Varia Vineta, Berlin (Regie: Anne Gröschel)
- 2016–2018: Kalif Storch (Kalif), Kindertheater Varia Vineta, Berlin (Regie: Anne Gröschel)
- 2016: Evita (Mistress), Tournee Konzertdirektion Landgraf (Regie: Ulf Dietrich)
- 2016–2018: Rotkäppchen (Rotkäppchen), Kindertheater Varia Vineta, Berlin (Regie: Anne Gröschel)
- 2017/2018: Schlag zu (Jil/Mama), Pädagogisches Tour-Theater Bühnengold (Regie: Dominique Berg)
- 2017/2018: Romeo @dded Julia reloaded (Romeo/Maxi), Pädagogisches Tour-Theater Bühnengold (Regie: Dominique Berg)
- 2017: Hedwig and the Angry Inch (Yitzhak), Studio Lev in Kassel (Regie: Philipp Rosendahl)
- 2017/2018: Musical Sensations – Gala (Evita, Grizabella, Ms. Denvers, Killerqueen, Christine Daaé uvm.) (Produzentin: Steffi Bischoff)
- 2018: Saufen – all night long (Maja), Pädagogisches Tour-Theater Bühnengold (Regie: Dominique Berg)
- 2018: Tod auf dem Nil, (Rosalie Otterbourne), Berliner Kriminal Theater (Regie: Wolfgang Rumpf, Matti Wien)
- 2018/2019: Show-Ensemble (Lead Singer) an Bord des Kreuzfahrtschiffs MS Artania, Phoenix Reisen
- 2020–2022: Fisch zu viert (Clementine), Berliner Kriminal Theater (Regie: Matti Wien)
- 2021/22: Sterntaler – Maxi Sternchen zwischen Gut & Böse (Davola). Wintergarten (Varieté) (Buch, Musik und Liedtexte: Bijan Azadian)
- 2022/2023: Nora oder Ein Puppenheim (Frau Linde), Nordharzer Städtebundtheater (Schauspiel von Henrik Ibsen, aus dem Norwegischen von Hinrich Schmidt-Henkel)
- 2022/2023: 9 Tage wach (Sie), Nordharzer Städtebundtheater (Nach dem Bestseller von Eric Stehfest und Michael J. Stephan, Bühnenadaption von John von Düffel)
- 2022/2023: Die verzauberten Brüder (Kater Kotofeij Murlewitsch), Nordharzer Städtebundtheater (Märchen in drei Akten von Jewgenij Schwarz, aus dem Russischen von Rainer Kirsch)
- 2023: Eine Mittsommernachts-Sexkomödie (Dulcy), Nordharzer Städtebundtheater (nach dem gleichnamigen Film von Woody Allen)
- 2023: Elixier (Betti 98), Nordharzer Städtebundtheater (deutschsprachiges Musical, Buch: Kati Naumann, Musik: Tobias Künzel)
- 2023: Golden Girls (Dorothy), Nordharzer Städtebundtheater (basiert auf der US-TV-Serie, adaptiert von Karsten Engelhardt)
- 2023: Ich bin wie ihr, ich liebe Äpfel (Frau Leila), Nordharzer Städtebundtheater (Schwarze Komödie, Autorin: Theresia Walser)
- 2024: Extrawurst (Melanie Pfaff), Nordharzer Städtebundtheater (bitterböse Satire von den Machern von „Stromberg“ und „Mord mit Aussicht“)
- 2024: Die Zertrennlichen (Sabah), Nordharzer Städtebundtheater (basiert auf dem französischen Original "Les séparables" von Fabrice Melquiot)
- 2024: Ich bin dann Er (Catharina/Anastasius), Nordharzer Städtebundtheater (Inspiriert durch In Männerkleidern von Klopstock-Preisträgerin Angela Steidele, Regie: Marcus Everding)
- 2024: My Fair Lady (Eliza Doolittle), Nordharzer Städtebundtheater (Musical nach Bernard Shaws Pygmalion und dem Film von Gabriel Pascal)